# Operace Duha
Operace Duha (hebrejsky מבצע קשת בענן‎ Mivca Kešet Be-Anan) byla bojová akce izraelské armády, která proběhla ve dnech 18.–23. května 2004 na území pásma Gazy. Cílem útoků byla infrastruktura teroristických skupin, jakož i pašerácké tunely, přes které do oblasti proudily zbraně. Právě obavy z propašování sofistikovanějších zbraní, jako jsou protiletadlové rakety 9K32 Strela-2 (v kódu NATO SA-7 Grail) či protitankových střel 9K11 Maljutka (AT-3 Sagger) byly jedním z hlavních motivů operace. Operaci Duha předcházely povstalecké útoky, při nichž zahynulo třináct izraelských vojáků.

## Příčiny
11. a 12. května 2004 došlo k útokům na dva obrněné transportéry izraelské armády. Oba útoky se odehrály nedaleko města Rafáh v blízkosti egyptských hranic. Útoky si vyžádaly životy celkem jedenácti izraelských vojáků. Útočníci použili k přepravě na místo útoku sanitky organizace UNRWA, pracující pod záštitou OSN. Tento fakt potvrzuje i video zveřejněné agenturou Reuters, jakož i vyjádření izraelského ministra obrany Šaula Mofaze v rozhovoru pro izraelský deník Haarec. Tento scénář byl potvrzen i samotnými představiteli UNRWA, avšak řidiči sanitek měli být k spolupráci donuceni pod hrozbou smrti.

## Průběh bojů
18. května pronikla do města Rafáh těžká bojová vozidla pěchoty Achzarit podporovaná tanky a vrtulníky. Buldozery D9 vytvořily pískové valy kolem města ve snaze ho izolovat. Ženijní jednotky měly následně rozšířit pásmo podél egyptských hranic, v němž izraelské jednotky pátraly po pašeráckých tunelech, avšak plán by vyžadoval demolici velkého počtu civilních staveb. Z tohoto důvodu se velení rozhodlo pro jiný postup.
Během operace se izraelským vojákům podařilo zajmout několik hledaných osob. Proti obrněným jednotkám bylo směřováno několik bombových a raketových útoků. Izraelští vojáci se snažili chovat k civilistům otevřeně a vyzývali je ke komunikaci. Avšak radikálové na civilisty, kteří byli v kontaktu s izraelskými vojáky, údajně stříleli, přičemž měly být usmrceny dvě děti. Armáda tvrdí, že má k dispozici záběry z této události, avšak dosud nebyly zveřejněny.
Hlavní pozornost izraelské armády byla věnována oblasti Tel es-Sultan. To mnoho Palestinců překvapilo, protože se nacházela relativně daleko od egyptských hranic. Během třetího dne bojů pronikli vojáci do oblasti Brazil, kde bylo v důsledku bojů zničeno několik budov včetně tamní zoo. Podle armády bylo během operace zabito 41 ozbrojenců a 12 civilistů, přičemž část civilních obětí připisovali nástrahám, které používali ozbrojenci. Podle palestinských zdrojů zemřelo 44 lidí a 120 bylo zraněno. 25. května se většina vojsk stáhla a byly uvolněny i barikády kolem města. V Rafáhu ale nadále zůstal malý kontingent izraelských vojsk. Oficiálně operace skončila 1. června.
Za nejspornější bod celé operace se považuje střelba izraelských vojsk do protestujícího davu. Několik stovek osob se blížilo k izraelským pozicím a část z nich se nezastavila ani po opakovaných výzvách. Následně bylo vystřeleno několik střel z izraelského tanku. Palba si vyžádala deset obětí, a to i přesto, že nebyla vedena přímo do davu. Původní informace z palestinských zdrojů hovořily o 22 mrtvých, ale později bylo toto číslo sníženo na 10, což potvrdil i Červený kříž. Podle izraelské armády bylo zabito jen sedm lidí, z toho pět mělo být ozbrojeno. Proti tomu se staví očití svědci, podle kterých v davu nebyli žádní ozbrojenci. Podle jedné z variant, s níž pracovala izraelská armáda, byla palbou zasažena nastražená výbušnina, kterou tam umístili radikálové.

## Výsledek
Přesný počet zabitých osob není znám, podle zdroje se pohybuje okolo 50-70. Vážné škody utrpěla civilní infrastruktura. Byly zničeny silnice a kanalizace, zbořených bylo několik desítek budov, v důsledku čehož zůstaly stovky civilistů bez střechy nad hlavou.